# Alberto Quijano Guerrero
Alberto Quijano Guerrero (San Juan de Pasto, 24 de noviembre de 1919-ibidem, 23 de diciembre de 1995) fue un escritor, historiador y humanista colombiano, oriundo de San Juan Pasto.

## Biografía
Alberto Quijano Guerrero nació en el hogar formado por el payanés Rafael María Quijano y la pastusa Évila Guerrero. Fue el segundo hijo, siendo sus hermanas Cecilia, Rosa y Carmen.

### Educación
Cursó sus estudios primarios y secundarios en el Colegio de La Inmaculada, recibiendo una sólida formación que lo movió desde muy joven a publicar trabajos en el campo de la poesía y el ensayo, de los cuales varios se encuentran en la revista marista El Colegial, de dicha institución educativa, de la cual fue durante varios años su director. En palabras de este personaje, de esta época recuerda:

Los años de mi vida transcurridos en el Colegio de la Inmaculada —como se llamaba en esa época—, marcaron en forma decisiva mi carácter. Los profesores maristas estaban formados en esa filosofía del padre Marcelino Champagnat, de tal manera que ellos actuaban con firmes criterios de la disciplina, el orden, una verdadera metodología para el estudio y la enseñanza. Entre todos admiré con devoción al hermano Pedro María, profesor de Literatura y al hermano Bernardo, docente en Historia.

### Desempeño laboral
Luego de afrontar la pérdida de la figura paterna y hacerse cargo de la responsabilidad de sostener a su familia, trabaja como Secretario del Gobernador del Departamento de Nariño durante varias administraciones, y posteriormente se vincula a la rama judicial, en donde es nombrado como primer Secretario de la Sala Laboral del Tribunal Superior del Distrito Judicial de Pasto y también se desempeñó como Auxiliar de Magistrado en las salas civil, penal, laboral. 
De igual manera, fue docente de la Universidad de Nariño, donde también desempeñó los cargos de profesor hora cátedra, profesor titular, decano, jefe de departamento, miembro de todos los consejos y rector.
En la Universidad de Nariño dictó la cátedra de Literatura Hispanoamericana, en la Facultad de Educación. El antropólogo Eduardo Zúñiga Eraso analiza este hecho de la siguiente manera:

En la Universidad revolucionó la enseñanza de la Literatura Hispanoamericana con base en dos criterios metodológicos esenciales: Primero: destacar la producción literaria de los pueblos precolombinos, ausentes hasta ese momento, del pensum de la carrera de Humanidades y, segundo, el explicar la creación artística a partir del análisis de las condiciones sociales, económicas y políticas que la generan. De esta manera el maestro pisa, con paso firme, el camino de la Historia. Con claridad meridiana señala: “En América el binomio política-literatura es más ostensible y elocuente. Comienza con la pugna protagonizada por Fray Bartolomé de las Casas ante los atropellos de que fueron víctimas los aborígenes. Se agudiza con la justificación de la violencia en labios de Ginés de Sepúlveda, cuando anuncia que “los indios no tienen alma”. Adquiere contornos humanos con la comprensión de Francisco de Vitoria en su Derecho de Gentes. Y se convierte en una herramienta de abuso, de exacción y de indignidad en manos de quienes no obedecen ni ejecutan la Legislación Indiana.””

Entre los años de 1953 y 1954, durante la dictadura de Gustavo Rojas Pinilla, en conjunto con intelectuales de la época como Ernesto Vela Angulo, logró publicar la revista Amerindia, como medio de difusión de ideas, la cual tuvo que soportar las medidas de censura, aunque logrando, pese a las restricciones artículos bastante críticos con la situación del momento.
Igualmente, fruto del intercambio y debate de ideas, entre la década de los cuarenta y los años cincuenta, comienza a destacarse en el campo de la historia con la realización de interesantes estudios, siendo llamado por sus méritos a formar parte del entonces Centro de Estudios Históricos de Pasto, en calidad de Miembro de Número. En ceremonia del 12 de octubre de 1956, realiza la lectura académica de un estudio titulado “América, continente de la Paradoja”.
De la misma manera en dicho año publica el escrito titulado “El proceso histórico”, del cual Zúñiga Eraso, escribe:

“… a mi juicio, muestra la madurez teórica de Quijano Guerrero al trazar, con meridiana claridad, el problema metodológico de la Historia. En contra del ideal platónico de que el hombre es “la síntesis de la historia” y de los planteamientos de Tarde y Carlyle según los cuales el desenvolvimiento social desemboca necesariamente en los hombres representativos y en los héroes, sostiene que “la historia es algo más que la simple biografía de un prócer, sin nexo alguno con los valores secundarios que determinaron sus hechos y dieron relieve a sus actividades. La historia no es la conquista solitaria de un individuo. Es el espejo en que se mira todo un pueblo. El acto humano –añade- no se concibe son la interacción del sujeto con el medio y los múltiples factores que lo circundan. El acto y el medio integran una realidad psico física que no es dable desnaturalizar arbitrariamente. La historia –concluye- no es un cementerio de hombres y de fechas”. Aquí el Maestro se adelanta a los postulados de la nueva corriente historiográfica nacional que desdeña al héroe, al hecho aislado, a la casuística para abordar el fenómeno histórico como algo complejo, integrado por múltiples factores interrelacionados entre sí, cambiantes y dinámicos. La economía, la sociedad y la cultura, en síntesis, el ambiente social determinan las acciones de los individuos. Después de profundizar en el método, Quijano Guerrero propone la siguiente definición de Historia: “La historia es el proceso secular de un pueblo”

En los estudios históricos de Zúñiga Eraso, Alberto Quijano Guerrero, se caracteriza por reafirmar la inexistencia de verdades absolutas de un saber histórico en permanente construcción, la exaltación de valores regionales, y la escritura lírico objetiva de sus trabajos. El aporte indígena y la participación en los procesos históricos de los pueblos olvidados ocupan un lugar central en sus estudios y de igual manera ocupan papel central en su análisis los procesos históricos regionales y el análisis contextual de personajes como Capusigra, Tamasagra, Melchor Inca de Salazar, Gonzalo Rodríguez, Juan Lorenzo Lucero, Alejandro Santander, José Rafael Sañudo, Leopoldo López Álvarez, Ignacio Rodríguez Guerrero, entre otros.
En el año de 1959 aparece la obra poética "La leyenda de los leones", dedicada a la ciudad de Pasto y a personajes como Agustín Agualongo. Posteriormente, salen a la luz pública: "Las Rutas periodísticas del Quijote Santafereño" en el año de 1965; "Santander, prototipo de una generación polémica" en 1969; "El pensamiento ecléctico de José Rafael Sañudo" en 1973; "Evolución histórica de los cabildos indígenas de Colombia" en 1974; "Cautiverio y Sacrificio de Atahualpa, Premonición y Poesía" en 1987; "Don Gonzalo Rodríguez, precursor de precursores" en 1989. Así mismo el poemario "Rutas de Imágenes", en 1989.
En este ambiente, en la Universidad se consagra como un referente en el campo de la docencia, y dirige varias iniciativas como es la publicación de la revista "Meridiano". En los años ochenta, ostenta el cargo de Rector del alma mater nariñense.
En la Academia Nariñense de Historia, igualmente, ocupa el cargo durante varios años de Secretario Perpetuo e impulsa como director, la "Revista de Historia", órgano de difusión de dicha corporación. Luego del deceso de Ignacio Rodríguez Guerrero, asume a mediados de los años ochenta la presidencia, impulsando proyectos como los encuentros internacionales de historiadores, entre ellos: Primer Encuentro Colombo-Ecuatoriano sobre "Raíces históricas", en 1987; "Encuentro de dos culturas" en 1989, "Hispanización y Mestizaje" en 1992; "Mujer, Familia y Educación en Colombia", en 1994. De igual manera se destaca la continua realización de foros, seminarios, encuentros con sectores educativos y de la sociedad, en la búsqueda de lograr difundir el pensamiento y los estudios sobre la región.
En 1988, es llamado a formar parte de la Academia Colombiana de Historia, en calidad de Miembro Correspondiente, redactando para el efecto, el estudio titulado "El pastuso Don Gonzalo Rodríguez, precursor de precursores", de amplia acogida en los sectores académicos por la novedad del estudio, al punto que en el año de 1987, en la conmemoración de los 450 años de fundación hispánica de Pasto, es colocado un busto y una placa del "protomártir de la libertad".
Además, fue gran propulsor de la iniciación de la obra conjunta que periódicamente publica la Academia Nariñense de Historia, conocida como "Manual Historia de Pasto", participando con varios escritos en el primer tomo, tiempo antes de su deceso.
Participó en diversas entidades, y dirigió varios medios de publicaciones en temática cultural. Fue Miembro de número, Secretario Perpetuo y Presidente de la Academia Nariñense de Historia; Cofundador de la Casa de la Cultura de Nariño; Miembro honorario de la Sociedad Bolivariana del Atlántico; de la Academia de Historia del Valle del Cauca, de la Academia de Historia del Magdalena, del Instituto Hispánico de la Cultura; Miembro Correspondiente de la Academia Colombiana de Historia, y del Centro de amigos de Genealogía del Ecuador; Miembro fundador del Centro de Estudios Genealógicos, Antropológicos y Sociales de Pasto; Integrante de la Fundación “Morada al Sur”; Fundador y Director de la Revista “Meridiano” de la Universidad de Nariño; Codirector de la Revista “Amerindia”; Director de la Revista de Historia de la Academia Nariñense de Historia.

## Galardones y homenajes
Obtuvo diversos reconocimientos por su trayectoria en el campo de las humanidades entre ellos: por la Secretaría de Educación, Alcaldía de Pasto, Medalla Cívica Asamblea Departamental de Nariño, Medalla Leopoldo López Álvarez, Colegio de Abogados de Nariño, Medalla al Mérito Gobernación de Nariño en el grado de Comendador y Medalla Academia Nariñense de Historia. Como homenaje póstumo es condecorado con la "Orden al Mérito San Juan de Pasto, grado Gran Cruz" por la Alcaldía de Pasto en junio de 2004, al realizarse el lanzamiento de una nueva edición de "Luz en la Arcilla". Algunas instituciones de educación llevan su nombre (como la Institución Educativa “Alberto Quijano Guerrero” de Tangua), y la Universidad de Nariño en reconocimiento a su aporte intelectual, creó la Convocatoria de Investigación “Alberto Quijano Guerrero” y denominó a su biblioteca “Alberto Quijano Guerrero”. En la conmemoración de los cien años de existencia del alma mater nariñense, fue descubierto un busto en homenaje, el cual se ubica en el edificio correspondiente a dicha dependencia. La Academia Nariñense de Historia ha instaurado desde 1996, la Cátedra "Alberto Quijano Guerrero", como espacio para difusión del pensamiento historiográfico.
Doctor Honoris Causa en Filosofía y Letras de la Universidad de Nariño, en el año de 1968.

## Obra
Su obra literaria e histórica consta de 227 poemas, 22 traducciones poéticas, 12 apólogos, 15 cuentos, una novela, 6 obras dramáticas, 171 ensayos literarios, 63 discursos académicos y 96 artículos históricos, entre las cuales se destacan las obras: 

### Obra poética
- "Microvisiones"
- "Alfabeto de Cánticos" (poemario)
- "La leyenda de los leones" (poemario)
- "Rutas de Imágenes" (poemario), en el cual se encuentran composiciones reconocidas como "Los labriegos caídos", "Salmo del que construye", "La sombra del caudillo" (A Jorge Eliecer Gaitan), "Cristo de Agua", "El corazón de un río", "En los caminos del Inca", etc.
- "Desde el sendero de las luciérnagas", donde se recogen algunos poemas del maestro Quijano Guerrero: "Ñapanga", "Ofrenda Oriental", "Sonetos par ella", "Dos estampas del Valle de Atriz", "Éxtasis", "Tras su huella", etc.

### Cuento
- "Las cuentas del amo", publicado por el suplemento literario del diario "El Tiempo", Lecturas Domincales, denominado "26 Cuentos Colombianos, edición del año 1959.
- "El patrón", Cuarto Puesto del "Concurso Nacional de Cuentos de 1955, organizado por la Asociación de Escritores y Artistas de Colombia, Cromos.
- "Desde el sendero de las luciérnagas", donde se recopilan algunos cuentos cortos.

### Apologías y Ensayo literario
- "Apólogo del labrador" y "Símbolos"

Entre los varios ensayos que componen su obra literaria se destacan cuatro:
- "El Romanticismo ya había nacido en América"
- "Arboleda, protomártir de la Poesía Romántica"
- "En busca de una estética Proustiana"
- "El Quijote de Cervantes"

Así mismo debe retomarse en este punto la obra "Luz en la Arcilla", "Desde el Sendero de las Luciérnagas" y de igual manera, las publicaciones en la Revista "Meridiano", de la Universidad de Nariño.

### Discurso académico
Algunas piezas dentro de su amplia creación son: "Valores estéticos del lenguaje", que tiene la particularidad de que fue pronunciado en el Paraninfo de la Universidad de Nariño el 26 de abril de 1968, con motivo del otorgamiento del título de doctor honoris causa en Filosofía y Letras, "Un artista en función social", "El lugar de los sueños", "Hasta Siempre".

### Ensayo histórico
- "América, continente de la paradoja" 1956
- "El proceso histórico" 1956
- "Las Rutas periodísticas del Quijote Santafereño" 1965
- "Santander, prototipo de una generación polémica" 1969
- "El pensamiento ecléctico de José Rafael Sañudo" 1973
- "Evolución Histórica de los Cabildos Indígenas en Colombia" 1974
- "Cautiverio y Sacrificio de Atahualpa, Premonición y Poesía" 1987
- "El pastuso Don Gonzalo Rodríguez, precursor de precursores" 1989
- "Símbolos del Departamento de Nariño"
- "La agonía de Pedro León Torres"
- "Dos casos de heroísmo instantáneo"
- "Algunos actos administrativos del General Santander en el Sur de Colombia"

### Himnos
- De la ciudad de Pasto: Por petición de la Sociedad de Mejoras Públicas, regentada por Carlos César Puyana. Música de Lubín Mazuera. Estrenado el 24 de junio de 1968.
- Del departamento de Nariño: ganador del concurso convocado por Sergio Antonio Ruano, gobernador del departamento, con ocasión de los 50 años de creación de la entidad territorial. música de Luis Martínez.
- De la Universidad de Nariño: ganador del concurso convocado en 1951 por el rector de la Universidad de Nariño, José María Velazco, música de Gonzalo Rojas, estrenado en 1954.

- Así mismo fue autor de los himnos del Colegio de Abogados de Nariño, del municipio de Chachagüí, del Grupo Cabal de Ipiales, de la Institución “Joaquín María Pérez”, Sociedad Antonio Ricaurte, Instituto de Orientación Femenina “Policarpa Salavarrieta” de Samaniego, Preescolar “San Jorge”, Colegio Mixto “Diego Luis Córdoba” de Linares, Colegio Integrado de Genoy “Francisco de la Villota”, Colegio “Pedro León Torres” y Colegio Nocturno “Jorge Giraldo Restrepo”.